# A Wreath of Orange Blossoms
A Wreath of Orange Blossoms è un cortometraggio muto del 1911 diretto da David W. Griffith.

## Produzione
Il film fu prodotto dalla Biograph Company e fu girato nei giorni 7 e 10 novembre 1910.

## Distribuzione
Distribuito dalla General Film Company, il film - un cortometraggio in una bobina - uscì nelle sale USA il 30 gennaio 1911.